# تپه شومون
تپه شومون مربوط به هزاره اول - دوران‌های تاریخی پس از اسلام است و در شهرستان گرمی، بخش انگوت، روستای ارزنق واقع شده و این اثر در تاریخ ۷ مهر ۱۳۸۱ با شمارهٔ ثبت ۶۳۹۳ به‌عنوان یکی از آثار ملی ایران به ثبت رسیده است.